# Статистички ансамбл
Статистички ансамбл у статистичкој физици и термодинамици је идеализовани скуп који се састоји од бесконачно много истоветних копија једног система. Стања у системима су микростања за ансамбл и она су међусобно независна, те тако ансамбл репрезентује сва могућа стања у којима систем може да се нађе, тј. он даје расподелу по вероватноћама за сва могућа стања система.
Помоћу коришћења ансамбла одређују се равнотежне вероватноће налажења система у различитим стањима, а при познатим вероватноћама се одређује цела термодинамика система.
Различити ансамбли се користе да би се описало понашање система под различитим спољашњим условима. У зависности од тога да ли систем може или не може да размењује енергију и честице са околином, разликују се:
- затворени и отворени системи (у зависности да ли је број честица одржан или променљив)
- изоловани системи (када не постоји размена енергије).

## Врсте ансамбала
- Микроканонски ансамбл се користи за опис изолованих затворених система

Специјални физички проблеми у којима се примењује микроканонски ансамбл: идеални гас, Ајнштајнова чврста тела, флуктуације термодинамичких величина око равнотежног стања
- Канонски ансамбл се користи за одређивање равнотежних вероватноћа код затворених система где су температура и број честица фиксирани, а параметар који је променљив је енергија

Специјални физички проблеми у којима се примењује канонски ансамбл: вибрације око равнотежних вредности у кристалним решеткама чврстих тела, термодинамичке особине у Изинговој спинској решеци, модел средњег поља
- Велики канонски ансамбл се користи за опис отворених система када су фиксни температура и хемијски потенцијал, а променљиве величине су енергија и број честица

Специјални физички проблеми у којима се примењује велики канонски ансамбл: фазни прелази код којих је нарушена гејдж симетрија, термодинамичке особине квантног идеалног гаса као што је Бозе-Ајнштајнов гас или Ферми-Дираков гас